# Красный бор (Карелия)
Кра́сный бор — лесной массив на 19-м километре автодороги Р19 Петрозаводск-Вознесенье в Прионежском районе Республики Карелия, место массовых захоронений жертв политических репрессий 1937—1938 годов.

## История обнаружения
Место захоронения было обнаружено в 1997 году местными жителями Иваном Дмитриевичем и Сергеем Ивановичем Чугунковыми. Их отец и дед Дмитрий Федорович Чугунков, житель близлежащего села Деревянное, в 1937 или 1938 стал случайным свидетелем операции НКВД. Впоследствии он рассказал об этом сыну и внуку, но места, где его задержали чекисты, не показал — боялся. Поиски места расстрелов были начаты в середине 1980-х и продолжались больше десяти лет.
Обследование местности летом 1998 и 1999 годов проводил глава карельского отделения общества «Мемориал» Юрий Дмитриев. Им было обнаружено около 40 могильников и выявлено наличие в земле останков.
Прионежская районная прокуратура провела проверку и подтвердила факт проведения в этих местах массовых расстрелов органами НКВД.
Площадь захоронения около 0,52 км². По данным прокуратуры расстрелы проводились в два периода: с 9 августа по 15 октября 1937 — расстрельной командой Н. П. Травина, с 26 сентября по 11 октября 1938 — командой Г. Г. Гольдберга. В эти периоды здесь были расстреляны 1196 человек: 580 финнов (в том числе американские финны), 432 карела, 136 русских и 48 лиц других национальностей. Большинство из них были приговорены к расстрелу по ст. 58 УК РСФСР («контрреволюционная деятельность»). Дмитриевым установлено число расстрелянных и имена большинства из них. В поиске персональных данных помощь ему оказывал И. И. Чухин (по созданной им базе данных репрессированных в 1937—1938 гг.).

## Открытие мемориала
31 октября 1998 года был открыт мемориал жертвам политических репрессий 1937—1938 годов.
На кладбище находятся несколько мемориальных площадок и отдельные типовые памятные знаки над могильными ямами (деревянные кресты — вариант поморского креста-голубца), к которым родственники погибших прикрепили личные памятные знаки. По состоянию на 5 августа 2018 в Красном бору было установлено 114 личных памятных знаков. Эксгумированные в 1997 останки были перезахоронены 30 октября 1998 в братскую могилу у входа, на ней установлены две гранитные стелы с надписями «Жертвам политических репрессий» и «Здесь покоится прах безвинно убиенных». 30 октября 2006 состоялась церемония открытия памятника «Жертвам красного террора», созданного по инициативе Ю. А. Дмитриева («Красные камни»); 17 октября 2009 — освящение Поклонного креста, установленного Обществом казаков Карелии; 30 октября 2010 — Поклонного креста от Совета уполномоченных VI Съезда карелов и карельской общественности; 31 октября 2016 года по инициативе Региональной национально-культурной автономии поляков Карелии «Карельская Полония» был установлен поклонный крест репрессированным полякам. У подножия креста установлена черная гранитная плита с текстом на русском и польском языках: «1937-1938 В память о поляках и людях разных народов, жертвах репрессий, нашедших вечный покой в этой земле. Да покоятся в мире».
На территории мемориала находится памятник павшим в боях Великой Отечественной войны, который был установлен в 1997 году. В 1941 по урочищу проходила линия обороны против финских войск, которую защищал сводный отряд милиционеров и сотрудников НКВД (в то время милиция являлась структурным подразделением НКВД), и их останки похоронены здесь же. При создании мемориала по решению организаторов памятник был сохранен.
Мемориальное кладбище имеет статус выявленного объекта культурного наследия (приказ Минкультуры Республики Карелия № 273 от 25.11.2004). Уход за местом захоронения осуществляет администрация села Деревянное и администрация Прионежского района. Траурные церемонии проходят ежегодно 30 октября, в День памяти жертв политических репрессий.

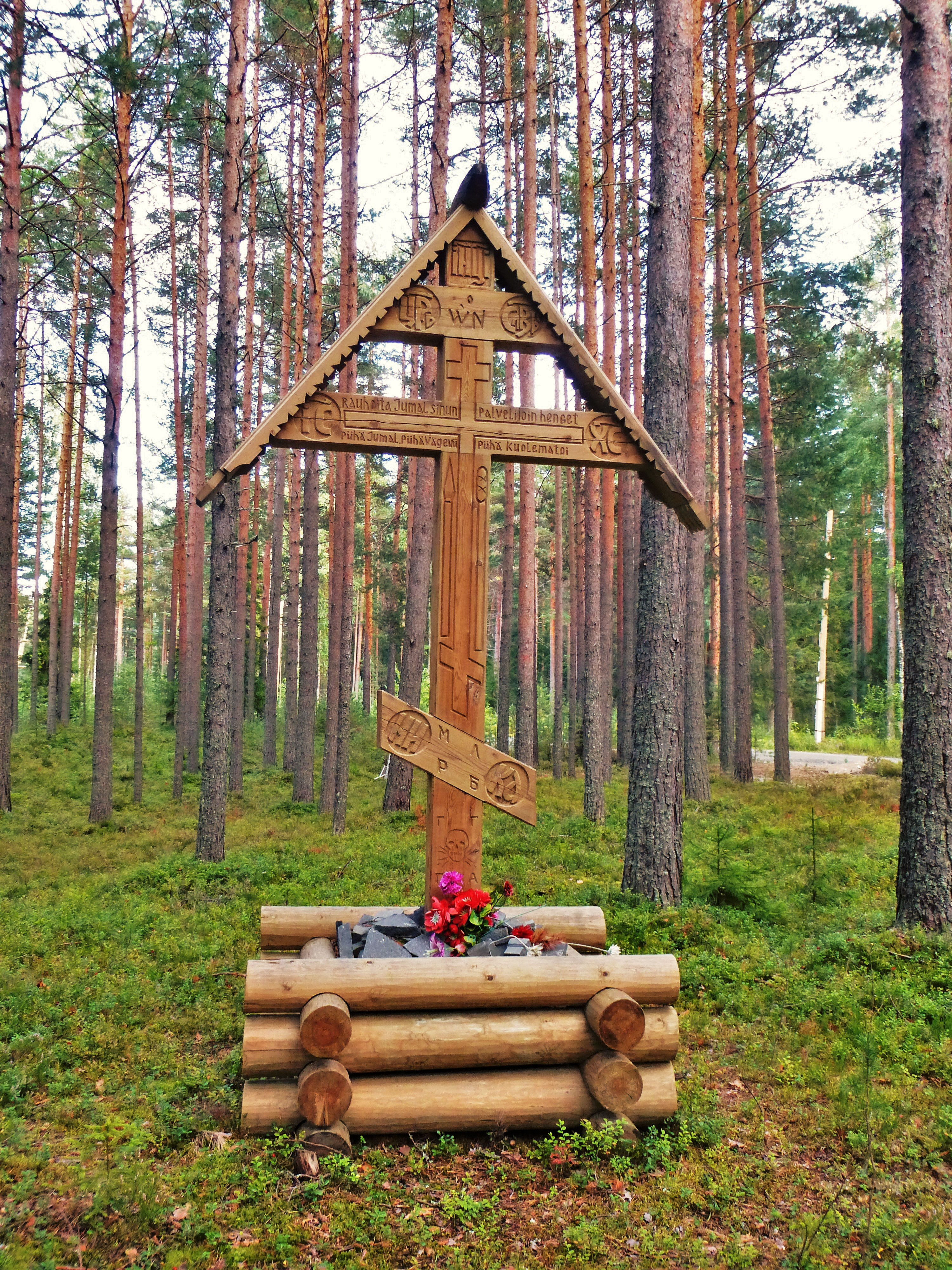
Поклонный крест в Красном бору
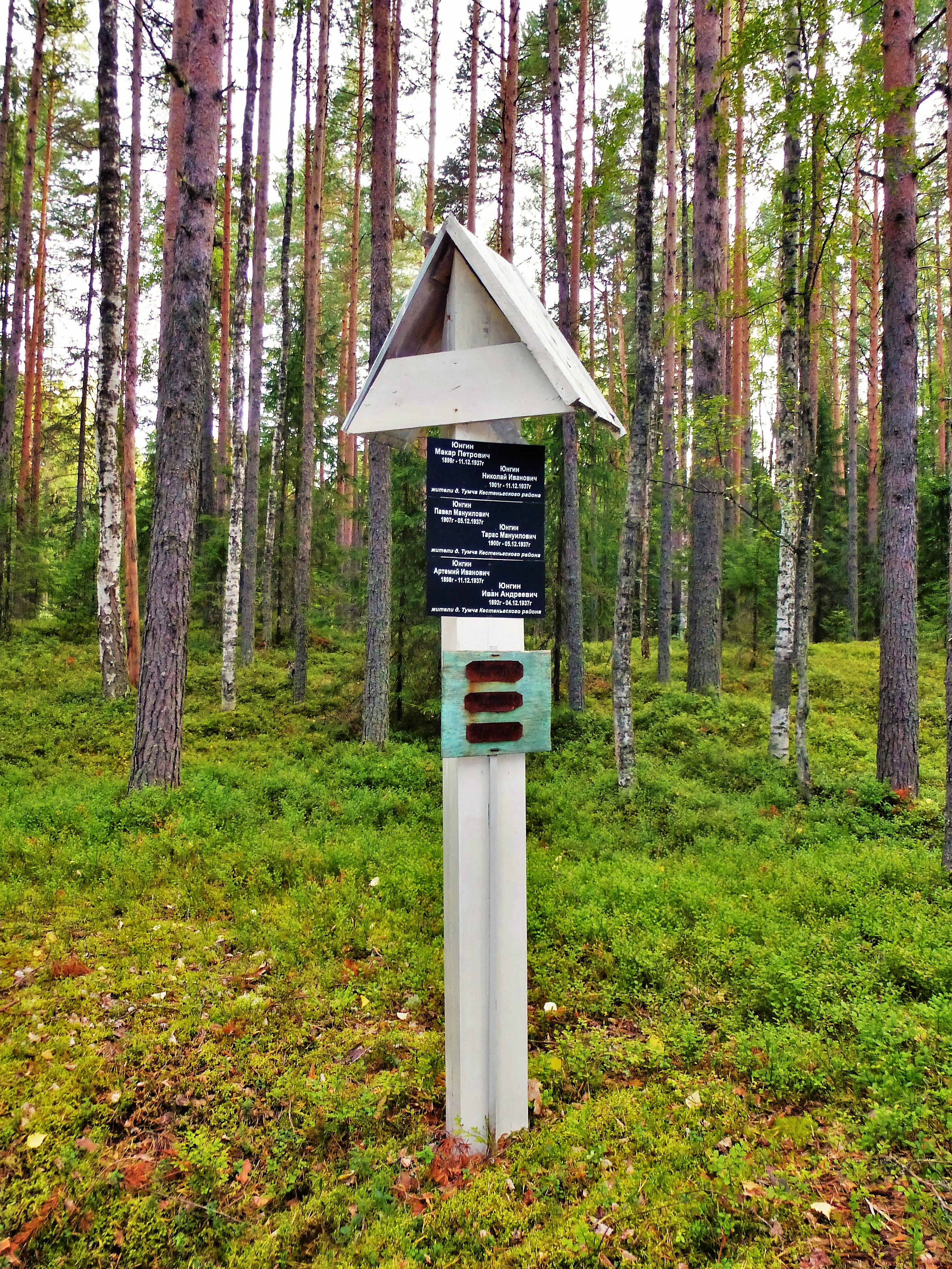
Поклонный крест в Красном бору
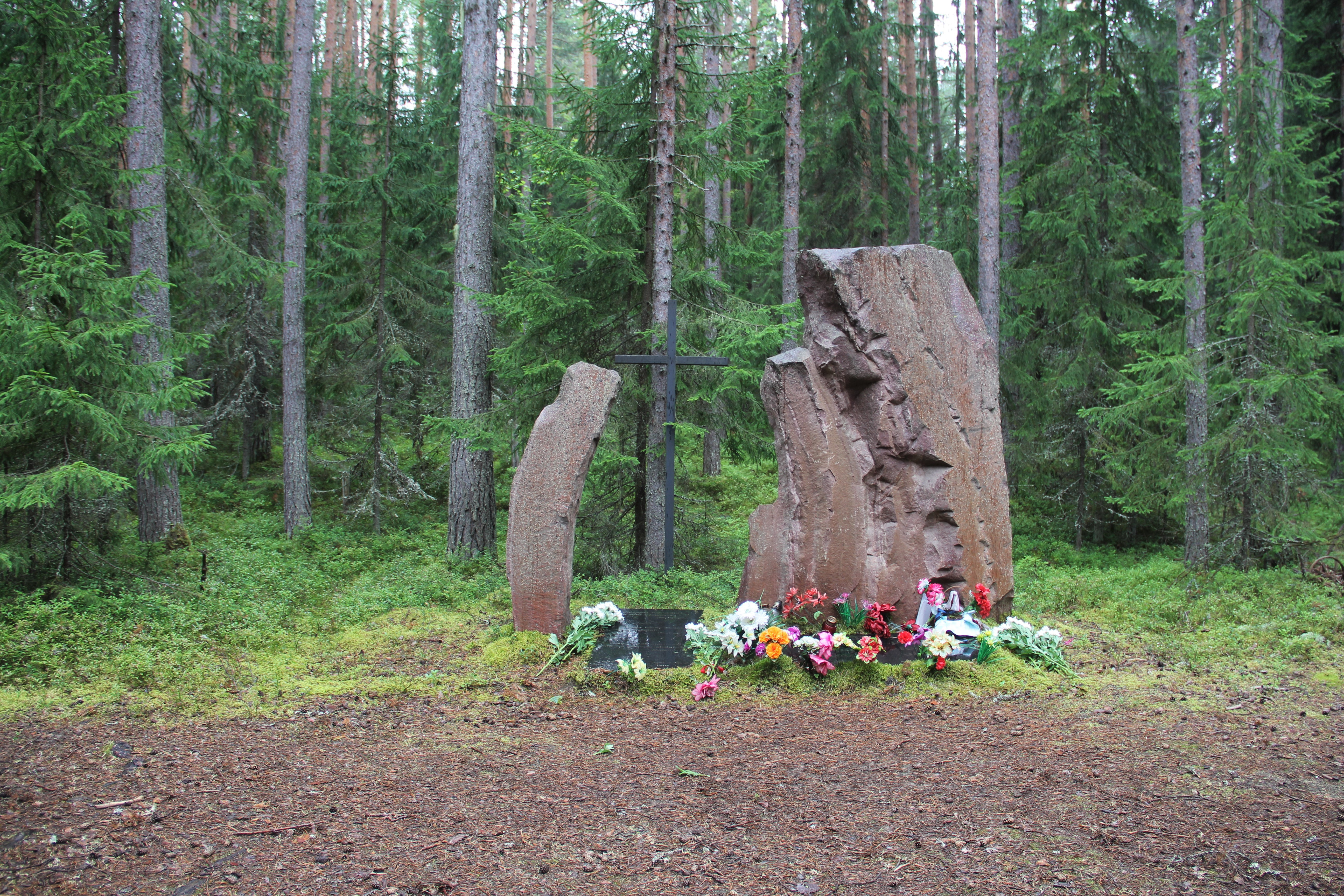
Памятник жертвам Красного террора в Красном бору
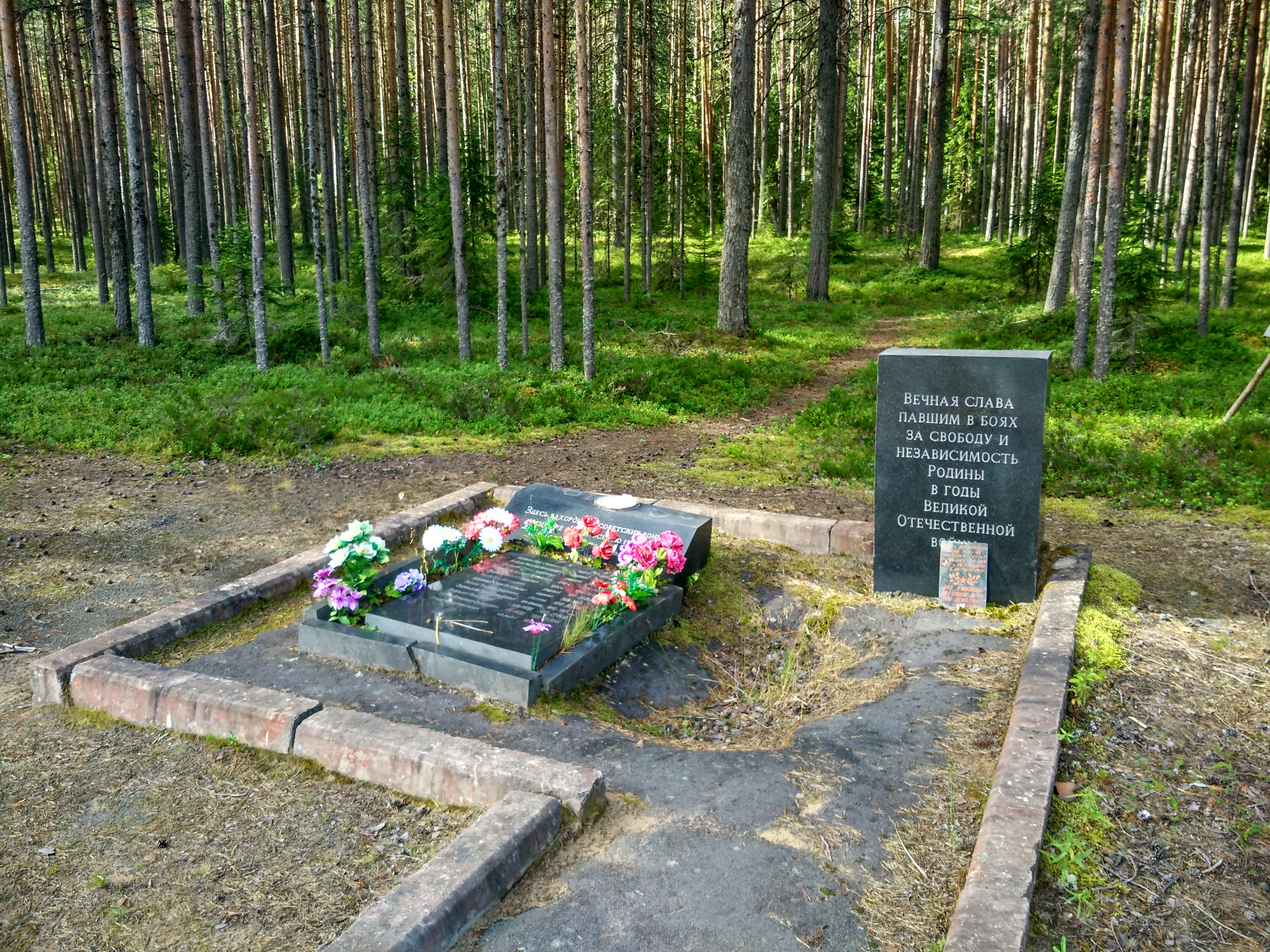
Памятник павшим в боях Великой Отечественной войны